# Błękitni Raciąż
Klub Sportowy „Błękitni” Raciąż został utworzony w roku 1922. Oprócz sekcji piłki nożnej w klubie działały: sekcja kolarska, lekkiej atletyki i strzelectwa. Pierwszy – zwycięski mecz rozegrano z drużyną z Płońska. W 1960 roku drużyna seniorów awansowała do klasy „B”, cztery lata później do klasy „A”. W 1968 roku drużyna awansowała do najwyższej klasy rozgrywek piłkarskich – ligi wojewódzkiej (grupa warszawska). W 1975 roku drużyna seniorów awansowała do III ligi (obecna II liga).
W roku 1986 drużyna juniorów pod wodzą trenera Andrzeja Nizielskiego zdobyła Mistrzostwo Polski w Spartakiadzie Młodzieży w Piotrkowie Trybunalskim.
KS „Błękitni” jest organizacją społeczną działającą na prawach stowarzyszenia. Posiada sekcję piłki nożnej w skład której wchodzą 4 drużyny: seniorzy, juniorzy, trampkarze i młodziki.
W 2013 roku klub zmienił nazwę z LKS (Ludowy Klub Sportowy) na KS (Klub Sportowy).
Wychowankami klubu są m.in.:
- Marek Jóźwiak – piłkarz I-ligowy (obrońca), reprezentant Polski. W latach 1992–1998 w reprezentacji Polski rozegrał 14 spotkań. Trzykrotny Mistrz Polski (1994, 1995, 2002) czterokrotny zdobywca Pucharu Polski (1989, 1990, 1994, 1995), dwukrotnie zdobył Superpuchar Polski (1990, 1995), oraz po razie Puchar Ligi (2002) z Legią oraz Puchar Intertoto (1996) z En Avant Guingamp. Z Legią, w sezonie 1995–1996, uczestnik Ligi Mistrzów.
- Tomasz Arceusz – piłkarz I-ligowy (napastnik), obecnie menedżer piłkarski, grał w Ursusie Warszawa, Motorze Lublin, BKS-ie Bielsko-Biała, Śniardwach Orzysz, Legii Warszawa, a koniec kariery zawodniczej i początek trenerskiej przypadł na klub fińskiej ekstraklasy Vaasan Palloseura. Grał też w innym fińskim klubie, JJK Jyväskylä.
- Bogdan Jóźwiak – piłkarz I-ligowi (pomocnik), grał w klubach: Wisła Płock, Widzew Łódź, Hapoel At-Tajjiba, Hapoel Kefar Sawa, Petrochemia Płock i RKS Radomsko. W I lidze rozegrał 165 spotkań, strzelając w nich 12 goli. Od 16 kwietnia 2009 do 12 czerwca 2014 był trenerem III-ligowej Warty Sieradz.
- Tadeusz Kopczyński
- Ireneusz Kłosowski
- Jan Chrustowski
- Krzysztof Kopciński
- Daniel Kokosiński

W 2015 roku drużyna seniorów pod wodzą trenera Marka Brakowieckiego po raz drugi w historii awansowała do III ligi rozgrywek piłkarskich.